# Clipart

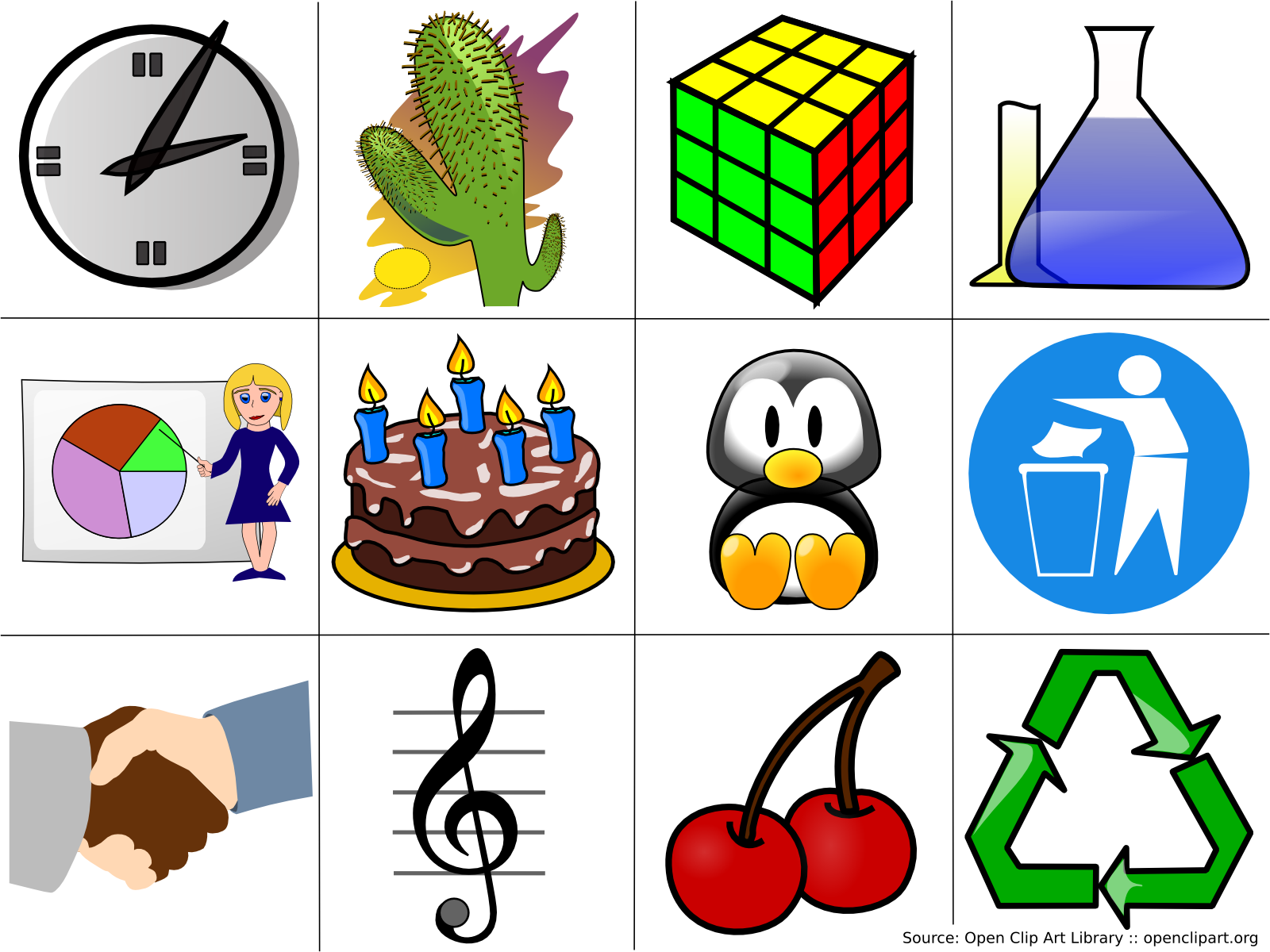
Exemplos de Clipart

Clipart é uma coleção, em forma de livro ou disco de fotografias, diagramas, mapas, desenhos e outros elementos gráficos, protegidos por direito autoral ou colocados em domínio público, que podem ser recortados e incorporados a outros trabalhos.